# 重岡大毅
重岡 大毅（しげおか だいき、1992年〈平成4年〉8月26日 - ）は、日本のアイドル、タレント、俳優、歌手、プロボクサー。男性アイドルグループ・WEST.（旧ジャニーズWEST）のメンバー。
兵庫県川西市出身。STARTO ENTERTAINMENT所属。

## 来歴
ジャニーズに入りたい友達に誘われて13歳の時にジャニーズ事務所に履歴書を送る。2006年に入所後、Hey! Say! 7WEST（後の7 WEST）のメンバーとなる。
その他、NHK大阪『あほやねん!すきやねん!』では他の関西ジャニーズJr.メンバーと参・忍者やBOYSというユニットを組んで活動した。
2014年4月23日、「ええじゃないか」で、ジャニーズWESTとしてCDデビューする。
2014年4月 - 7月、日本テレビ系ドラマ『SHARK〜2nd Season〜』で連続ドラマ初主演。
2020年7月には井ノ原快彦（V6）、増田貴久（NEWS）、北山宏光（Kis-My-Ft2）、岸優太（King & Prince）と共に『24時間テレビ43』のメインパーソナリティーに就任し、スペシャルドラマの主演も担当した。
2021年7月期のTBS系ドラマ『#家族募集します』にて、ゴールデン・プライム帯の連続ドラマ初主演を務める。
2024年12月16日、ボクシングのプロテストを受験し、C級プロライセンスを取得したことを公表した。

## 人物
何か特技が欲しいと考え、最初はギターを習おうとしたものの、メンバーの濵田崇裕と神山智洋がすでにギターを習得していることからピアノに変更。独学でピアノを学び、ライブでも度々披露しているが、音楽プロデューサーのha-jは、「独学で始めてあそこまでたどり着くっていうのはそれだけ素養があった」「メロディーを奏でて左手と右手で違うリズムで曲を奏でることができる」とその技術を高く評価している。また、本人も苦手でコンプレックスを感じていた音楽での武器を手にしたことで、自身の存在意義を見出し良い方向へと向かえた芸能活動の転機であったと振り返っている。
その経験を活かし、曲作りにも取り組む。2018年1月にリリースしたアルバム『WESTV!』に収録されている自身で作詞・作曲した楽曲「間違っちゃいない」は、制作時にメンバーとの意見の食い違いで孤立を感じ悩んでいたものの、その重岡に対しメンバーがかけた言葉や、その時の感情を元に制作した楽曲であることを、2021年9月17日に出演した『A-studio』で語っている。2020年6月にリリースしたシングル『証拠』へは、メンバー7人全員で歌唱する新バージョン「間違っちゃいない。」として再収録された。
デビュー後は俳優として活躍の場を広げ、2014年放送の錦戸亮主演のドラマ『ごめんね青春!』で海老沢ゆずる役のあだ名である「からくり人形」の名前で多くの人に認知され、大きな評価を得る。そして2019年6月放送の上田竜也主演のドラマ『節約ロック』に出演したのを皮切りに、ゲスト出演も含めて5クール連続でドラマ出演を果たした。アクションもこなせる俳優を目指し、ボクシングや総合格闘技も習っている。2022年8月放送の『炎の体育会TVSP』では、KAT-TUNの上田竜也と共に、那須川天心とのボクシング対決が実現。生放送にて、番組特別ルールに則って試合が行われ、重岡自身は1ラウンド目で1発のクリーンヒットを当てた。
親しみやすい笑顔と底抜けに明るい愛されキャラで、グループではセンターを務める。一方、プライベートは見せない秘密主義者。メンバーには自宅を教えておらず、私服も隠す。車もバレるのを嫌厭しレンタカーを利用しているなど、そのエピソードは様々な媒体で本人から語られている。
ジャニーズ事務所内ではSexy Zoneの中島健人やSnow Manの岩本照らと仲が良い。ジャニーズ事務所以外では俳優の仲野太賀と友人であり、ドラマ開始前から仲良くなれるのではないかと感じていた重岡からアプローチ。ドラマ終了後も、2022年8月に重岡が出演した『炎の体育会TV』のボクシング対決に仲野が応援に駆けつけた。アーティストでは、THE イナズマ戦隊の上中丈弥と仲が良く、重岡の自宅に遊びに行ったことがある数少ない人物の一人である。

## 出演
グループでの活動については7 WEST#出演およびWEST.#出演を参照。

### テレビドラマ
- DRAMATIC-J 8月10日、僕らは花火を上げる（2008年8月10日、関西テレビ） - 村上剛 役
- サムライ転校生 〜我ガ道ハ武士道ナリ〜（2009年3月28日、関西テレビ） - 志村剛 役
- DRAMADA-J いつかの友情部、夏（2009年9月10日、関西テレビ） - 沢村良太 役
- 誰も知らないJ学園 連獅子の舞（2010年5月12日、関西テレビ） - 山川丈二 役
- 翼よ! あれが恋の灯だ（2012年2月12日、関西テレビ） - 加藤淳平 役[35]
- SHARK〜2nd Season〜（2014年4月20日 - 7月13日、日本テレビ） - 主演・入江朔 役[13][36]
- ごめんね青春!（2014年10月12日 - 12月21日、TBS） - 海老沢ゆずる 役[37][38]
- 節約ロック（2019年1月22日〔21日深夜〕 - 3月26日〔25日深夜〕、日本テレビ） - 稲葉コウタ 役[39]
- ストロベリーナイト・サーガ 第1話・第8話（2019年4月11日・5月30日、フジテレビ） - 大塚真二 役[40][41][42]
- これは経費で落ちません!（2019年7月26日 - 9月26日、NHK総合） - 山田太陽 役[43]
- 死役所 第6話（2019年11月21日〔20日深夜〕、テレビ東京） - 高関一文 役[44]
- 知らなくていいコト（2020年1月8日 - 3月11日 、日本テレビ） - 野中春樹 役[45]
- 24時間テレビ43スペシャルドラマ「誰も知らない志村けん -残してくれた最後のメッセージ-」（2020年8月22日、日本テレビ） - 主演・保科 役[46][47]
- 悲熊（2020年12月18日 - 24日（全10話）、NHK総合） -  主演・悲熊 役[48]
  - 悲熊2（2021年12月13日 - 22日（全6話）、NHK総合） [49]
- 教場II（2021年1月3日・1月4日、フジテレビ） - 出馬求久 役[50]
- #家族募集します（2021年7月9日 - 9月24日、TBS） - 主演・赤城俊平 役[15][16]
- 雪女と蟹を食う（2022年7月8日 - 9月23日、テレビ東京） - 主演・北 役[51]
- それってパクリじゃないですか?（2023年4月12日 - 6月14日、日本テレビ） - 北脇雅美 役[52][53]
- 単身花日（2023年10月14日 - 12月9日、テレビ朝日） - 主演・桜木舜 役[54]

### 配信ドラマ
- 炎の転校生 REBORN（2017年11月10日配信開始、Netflix） - グループ主演・シゲオカ駆 役[55]
- 宇宙を駆けるよだか（2018年8月1日配信開始、Netflix） - 主演・火賀俊平 役（神山智洋とW主演）[56]

### 映画
- 寮フェス! 〜最後の七不思議〜（2012年3月31日公開、GAGA） - 伊達慎之介 役
- 関西ジャニーズJr.の京都太秦行進曲!（2013年3月30日公開、松竹） - 主演・三村真人 役（桐山照史とW主演）[57]
- 劇場版 BAD BOYS J-最後にまもるもの-（2013年11月9日公開、ショウゲート） - 小野沢圭太 役
- 忍ジャニ参上! 未来への戦い（2014年6月7日公開、松竹） - 西の忍者・カザハ役[58][59]
- 殿、利息でござる!（2016年5月14日公開、松竹） - 穀田屋音右衛門 役[60][61]
- 溺れるナイフ（2016年11月5日公開、GAGA） - 大友勝利 役[62]
- 禁じられた遊び（2023年9月8日公開、東映） - 主演・伊原直人 役（橋本環奈とW主演）[63]
- ある閉ざされた雪の山荘で（2024年1月12日公開、ハピネットファントム・スタジオ） - 主演・久我和幸 役[64][65]
- 35年目のラブレター（2025年3月7日公開、東映） - 若き日の西畑保 役[66][67]

### バラエティ番組
- あほやねん!すきやねん!（2011年5月 - 2013年3月、NHK大阪）[68]金曜レギュラー
- 週末応援ナビ☆あほやねん!すきやねん!（2013年4月 - 2015年3月、NHK大阪）
- 学校再発見バラエティー あほやねん すきやねん（2015年4月 - 2016年3月、NHK大阪）
- モモコのOH!ソレ!み〜よ!（2013年4月6日 -、関西テレビ）[注 2][70][71]

### 特別番組
- 24時間テレビ43（2020年8月22日 - 23日、日本テレビ） - メインパーソナリティ[72]

### CM
- ハウス食品「とんがりコーン」（2011年10月）[73]
- サーティワンアイスクリーム
  - 「GW31%OFFキャンペーン」（2013年4月27日 - ）[74]
  - 「Happy 4 YOUキャンペーン」（2013年5月29日 - ）[75]
- 大阪ガス「とあるマチの物語」シリーズ（2020年3月 - ）[76]
- 日本ハム「中華名菜」（2020年10月 - ）[77]
- キリンビール 「キリン ホームタップ」（2023年3月 - ）[78]
- 久光製薬「フェイタス」（2023年4月 - ）[79]

### 舞台
- 少年たち 格子無き牢獄（2011年9月5日 - 29日、日生劇場）[80] ※8月公演は7 WESTとして出演
- 滝沢歌舞伎2012（2012年4月8日 - 5月6日、日生劇場）[81]
- もしも塾（2019年4月5日、東京グローブ座）[82]

### イベント
- SDGs推進 TGC しずおか 2024 by TOKYO GIRLS COLLECTION（ツインメッセ静岡 北館大展示場） - シークレットゲスト[83]

## 受賞歴
- コンフィデンスアワード・ドラマ賞新人賞『これは経費で落ちません!』（2019年）[84]

## 作品
JASRAC公式サイトの「作品データベース検索サービス」において、「重岡大毅」を含む楽曲の検索結果をもとに記述。
| 曲名                         | 作詞            | 作曲            | JASRAC 作品コード | 名義                                        | 収録                                                                                                   |
| ---------------------------- | --------------- | --------------- | ----------------- | ------------------------------------------- | --- |
| 乗り越しラブストーリー       | 重岡大毅        | YHANAEL         | 233-5871-8        | 桐山照史・重岡大毅 ジャニーズWEST           | アルバム『WESTival』 - 桐山照史&重岡大毅                                                               |
| 間違っちゃいない             | 重岡大毅        | 重岡大毅        | 241-7385-1        | 重岡大毅・濵田崇裕・神山智洋 ジャニーズWEST | アルバム『WESTV!』〈通常盤〉 - 重岡大毅&濵田崇裕&神山智洋 シングル『証拠』〈初回盤B〉 - ジャニーズWEST |
| to you                       | 重岡大毅        | 重岡大毅        | 252-2862-5        | ジャニーズWEST                              | アルバム『W trouble』〈通常盤〉                                                                        |
| do you know, girl??          | 重岡大毅,小瀧望 | 重岡大毅,小瀧望 | 252-2793-9        | 重岡大毅・小瀧望 ジャニーズWEST             | アルバム『W trouble』〈初回盤B〉                                                                       |
| サラリーマンの父さん         | 重岡大毅        | 重岡大毅        | 260-4998-8        | 重岡大毅 ジャニーズWEST                     | アルバム『rainboW』〈初回盤B〉特典CD - 重岡ソロ                                                        |
| おい仕事ッ！                 | 重岡大毅        | 重岡大毅        | 741-0283-4        | ジャニーズWEST                              | シングル『週刊うまくいく曜日』〈初回盤B〉                                                              |
| ムーンライト                 | 重岡大毅        | 重岡大毅        | 743-9459-2        | ジャニーズWEST                              | シングル『サムシング・ニュー』〈通常盤〉                                                               |
| バニラかチョコ               | 重岡大毅        | 重岡大毅        | 265-1481-8        | ジャニーズWEST                              | シングル『でっかい愛/喜努愛楽』〈通常盤〉                                                              |
| オレとオマエと時々チェイサー | 重岡大毅        | 重岡大毅        | 750-7012-0        | ジャニーズWEST                              | シングル『黎明/進むしかねぇ』〈初回盤B〉                                                               |
| じゃあね                     | 重岡大毅        | 重岡大毅        | 270-0355-8        | ジャニーズWEST                              | アルバム『Mixed Juice』〈通常盤〉                                                                      |
| 愛情至上主義                 | 重岡大毅        | 重岡大毅        | 275-5849-5        | ジャニーズWEST                              | シングル『星の雨』〈初回盤A〉                                                                          |
| むちゃくちゃなフォーム       | 重岡大毅        | 重岡大毅        | 501-8729-5        | ジャニーズWEST                              | アルバム『POWER』                                                                                      |
| 大それたロックンロール       | 重岡大毅        | 重岡大毅        | 284-7934-3        | ジャニーズWEST                              | シングル『しあわせの花』〈通常盤〉                                                                     |
| 超きっと大丈夫               | 重岡大毅        | 重岡大毅        | 291-6187-8        | ジャニーズWEST                              | シングル『絶体絶命/Beautiful/AS ONE』〈初回盤A〉                                                       |